# 賴馬
賴馬（1968年—），本名賴建名，嘉義人，台灣兒童繪本作家、插圖畫家，著有《我變成一隻噴火龍了！》、《勇敢小火車》等繪本，幫許多繪本繪製插圖。

## 學歷
- 協和工商美工科[3]

## 經歷
27歲那年出版第一本書《我變成一隻噴火龍了！》，從此成為專職的圖畫書創作者。

## 作品
- 《我變成一隻噴火龍了！》
- 《帕拉帕拉山的妖怪》
- 《早起的一天》
- 《慌張先生》
- 《禮物》
- 《金太陽銀太陽》
- 《十二生肖的故事》
- 《猜一猜我是誰》
- 《生氣王子》
- 《愛哭公主》
- 《勇敢小火車》
- 《胖先生和高大個》，與楊麗玲共同創作。
- 《我和我家附近的野狗們》[4]
- 《拯救黑熊大作戰》，王文華著，賴馬圖
- 《賴馬家的52週生活週記簿》
- 《朱瑞福的游泳課》
- 《勇敢小火車：耶誕老公公夏日旅行 賴馬互動遊戲繪本》
- 《君偉上小學》系列
- 《我們班的新同學 斑傑明‧馬利》
- 《最棒的禮物》
- 《山雨小學》

## 得獎
- 賴馬的作品獲得多項圖畫書獎項，亦曾連續三年登上誠品書店暢銷書榜圖畫書類第一名。[來源請求]2007年應邀到大阪國際兒童文學館演講。2014出版的《愛哭公主》獲兒童及少年圖書金鼎獎，並與情緒系列《生氣王子》和《勇敢小火車》累計逾13萬本。[來源請求]
- 2016年登台灣網路書店博客來暢銷作家[5]
- 繪本主角《愛哭公主》更成為第54屆義大利波隆那兒童書展－台灣館主視覺（2017年）。

## 相關
- 2019年12月19日，新加坡中學教師莫忠明的碩士論文「文圖學視角下的賴馬繪本研究」獲頒台灣論文獎學金[6]